# Eparhia Sfântul Gheorghe de Canton, Ohio
Eparhia Sfântul Gheorghe de Canton (în latină Eparchia Sancti Georgii Martyris Romenorum, în traducere Eparhia Sfântului Mucenic Gheorghe, a Românilor) este o episcopie a românilor uniți (greco-catolici) din Statele Unite ale Americii și a românilor uniți din Canada, localizată în orașul Canton, Ohio. Din anul 1996 este condusă de episcopul John-Michael Botean. Episcopul eparhiei face parte de drept din Sinodul Episcopilor Bisericii Române Unite cu Roma, Greco-Catolice.

## Istoric
Episcopia a fost înființată la 26 martie 1987 și subordonată direct Sfântului Scaun. În 12 aprilie 2013 jurisdicția acestei episcopii a fost extinsă asupra parohiilor române unite (greco-catolice) din Canada.

## Episcopi
- 1987-1996: Louis Vasile Pușcaș
- din 1996: John Michael Botean